# Gaston Henry-Haye
Henry Gaston Auguste Haye, dit Gaston Henry-Haye, né le 6 février 1890 à Wissous et mort à Paris le 16 octobre 1983, est un négociant et homme politique français.

## Biographie
Fils d'un artisan forgeron, il est orphelin à huit ans. Adolescent, il voyage en Angleterre, en Amérique, en Allemagne et en Russie.

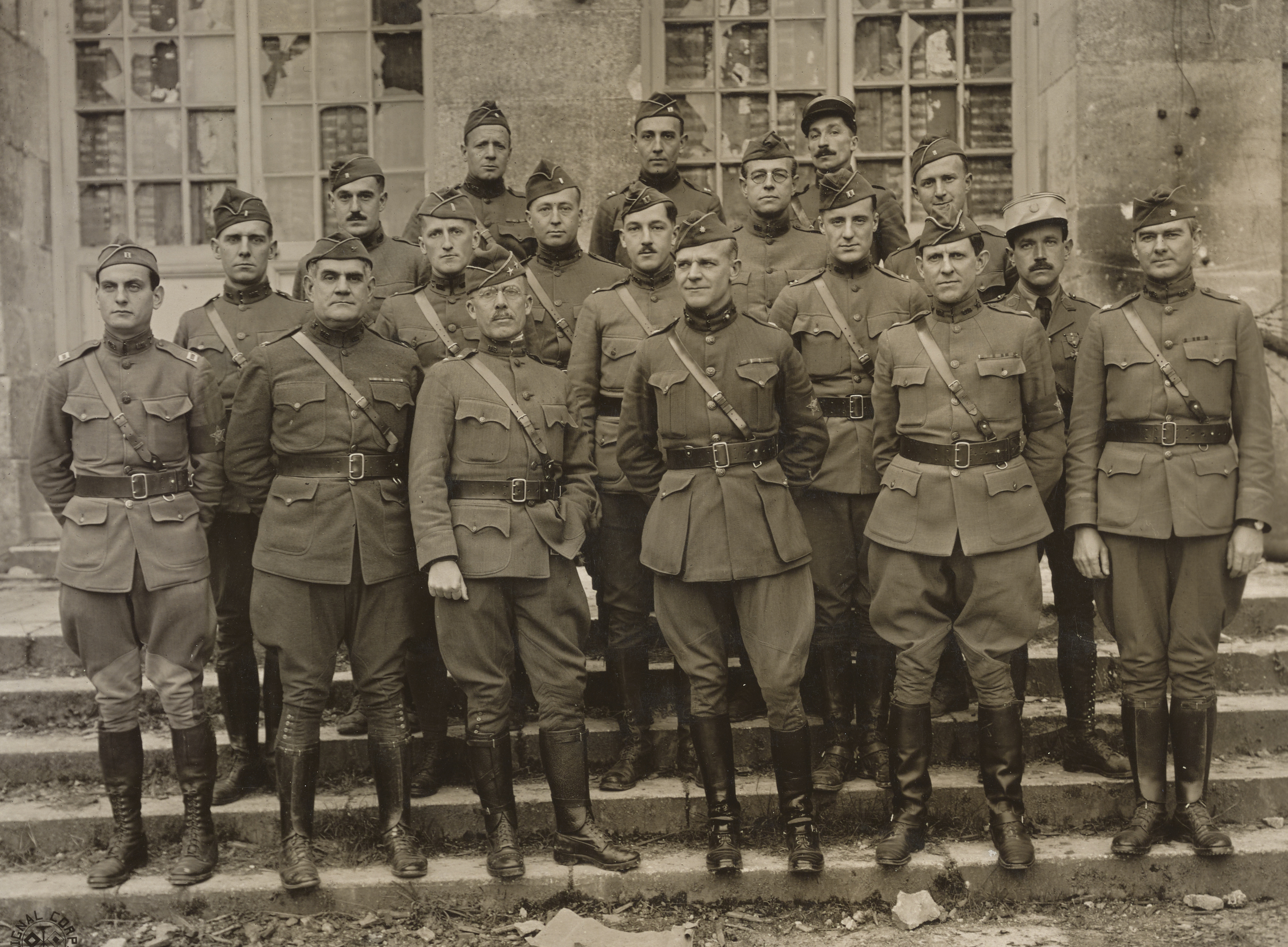
Henry-Haye (deuxième en partant de la droite, en képi) avec l'état-major de la 6e division d'infanterie américaine à Verdun le 18/11/1918.

Mobilisé comme simple soldat dans l'infanterie en 1914, il reçoit cinq citations est promu lieutenant en 1916 et termine la guerre comme capitaine et chevalier de la Légion d'honneur. À Verdun, il noue une amitié durable avec Philippe Pétain[réf. à confirmer].
Devenu député « indépendant de gauche » (centriste), puis sénateur, de Seine-et-Oise, il est élu maire de Versailles en 1935. Il promeut des chantiers comme l'aménagement en pelouses des grandes avenues de ville, la restauration du théâtre Montansier, celle de la bibliothèque municipale, du musée Lambinet, la construction du monument Pershing - Lafayette et celle du monument national de la Gendarmerie.
En 1938, il reçoit à la mairie le roi britannique, George VI.
Il fait partie des députés qui votent les pleins pouvoirs au maréchal Pétain le 10 juillet 1940.
Grâce à ses nombreux voyages, il a acquis une grande connaissance des États-Unis. Populaire dans le monde ancien combattant, il est nommé ambassadeur de France à Washington par le gouvernement de Vichy. Il évince ainsi son prédécesseur, René Doynel de Saint-Quentin. Son adjoint, François Fourcault de Pavant, assure l'intérim à la mairie de Versailles.
Après la défaite de l'Allemagne nazie et la fin du régime de Vichy en 1945, il est interné brièvement par l'Armée américaine. Contraint de démissionner de la mairie de Versailles, il quitte la France de 1948 à 1958 pour s'exiler en Afrique du Sud.
En 1965, il revient à Paris. En 1972, il relate son expérience de diplomate dans un livre, La grande éclipse franco-américaine, et se montre antigaulliste, anticommuniste et antiallemand. Il exprime de nouveau son plein soutien au maréchal Pétain.
En 1978, il est reçu officiellement à la mairie par André Damien. Il remet ensuite son épée d'ambassadeur à la ville.
Henry-Haye meurt le 16 octobre 1983, à l'âge de 93 ans.

### Mandats électifs
- Conseiller général de Seine-et-Oise (canton de Versailles-Ouest) de 1928 à 1944
- Député de Seine-et-Oise de 1928 à 1935
- Sénateur de Seine-et-Oise de 1935 à 1944
- Maire de Versailles de 1935 à 1944 (de 1940 à 1944, c'est François Fourcault de Pavant, premier maire adjoint, qui avait poussé Gaston Henry-Haye à se présenter en 1935 face à Émile Mignot, qui assurait la charge de maire par intérim)
- Ambassadeur de France (régime de Vichy) aux États-Unis, de 1940 à 1944.

## Distinctions
- Officier de la Légion d'honneur
- Croix de guerre 1914-1918
- 5 citations
- Commandeur de l'ordre du British Empire
- Grand Cordon du Cèdre du Liban
- Titulaire de la Francisque[4]

## Ouvrage
- La Grande Éclipse franco-américaine, écrit durant sa clandestinité et dans lequel il tente de justifier sa position durant la Seconde Guerre mondiale.

## Sources
- « Gaston Henry-Haye », dans le Dictionnaire des parlementaires français (1889-1940), sous la direction de Jean Jolly, PUF, 1960 [détail de l’édition]